# Río Sázava
El río Sázava (AFI: ['saːzava]) es un río de la vertiente del mar del Norte de la República Checa, un afluente por la margen derecha del río Moldava (Vltava), afluente a su vez del río Elba. Su longitud es de 218 kilómetros —el 6º río más largo del país— y drena una cuenca de 4350 km². Casi todo su curso es navegable, ya que 208,3 km se pueden recorrer en embarcaciones de recreo.

## Geografía
El río Sázava nace en la región de Vysočina, emergiendo como emisario del pequeño lago Velké Dářko (de 2,06 km², situado a 610 m s. n. m.),  y siendo sus fuentes algunos arroyos que alimentan el lago y que nacen en las colinas próximas. El río se dirige primero en dirección sur, pasando por el pequeño lago de Novy rybnik y el embalse de Pilská hasta llegar a la pequeña ciudad de Žďár nad Sázavou (21 845 hab. en enero de 2013), conocida por su proximidad con la Iglesia de peregrinación de San Juan Nepomuceno, inscrita en 1994 en la lista del Patrimonio de la Humanidad. En la ciudad el Sázava vira y emprende dirección oeste, pasando por la pequeña localidad de Přibyslav y llegando después a Havlíčkův Brod (23 483 hab.). Sigue por Okrouhlice y Nadrazni, adentrándose entonces en la región de Bohemia Central. Continua por Zruč nad Sázavou (4906 hab.), recibiendo después, por la margen izquierda, al río Želivka (de 98,9 km), en el que hay una importante presa (Vodní nádrž Švihov, con un ambalse de 14,3 km²).
Sigue su recorrido ligeramente en dirección noroeste, pasando por Kácov y Sobesin, donde recibe por la izquierda al río Blanice (66 km). Llega al poco a Rataje nad Sázavou (573 hab.), y después a Sázava  (3770 hab.), Chocerady (1155 hab.), Zlenica, Porici nad Sázavou (1175 hab.), Týnec nad Sázavou (5599 hab.), Krhanice, Prosečnice, Kammenny Privoz, Luka pod Medníkem y Pétrov, para acabar desaguando, por su margen derecha, en el Moldava en el municipio de Davle, al sur de la capital Praga (en el kilómetro 78,3 del curso del Moldava).
Un asteroirde descubierto en 1976, el (2081) Sázava, lleva el nombre de este río.

## Galería de imágenes

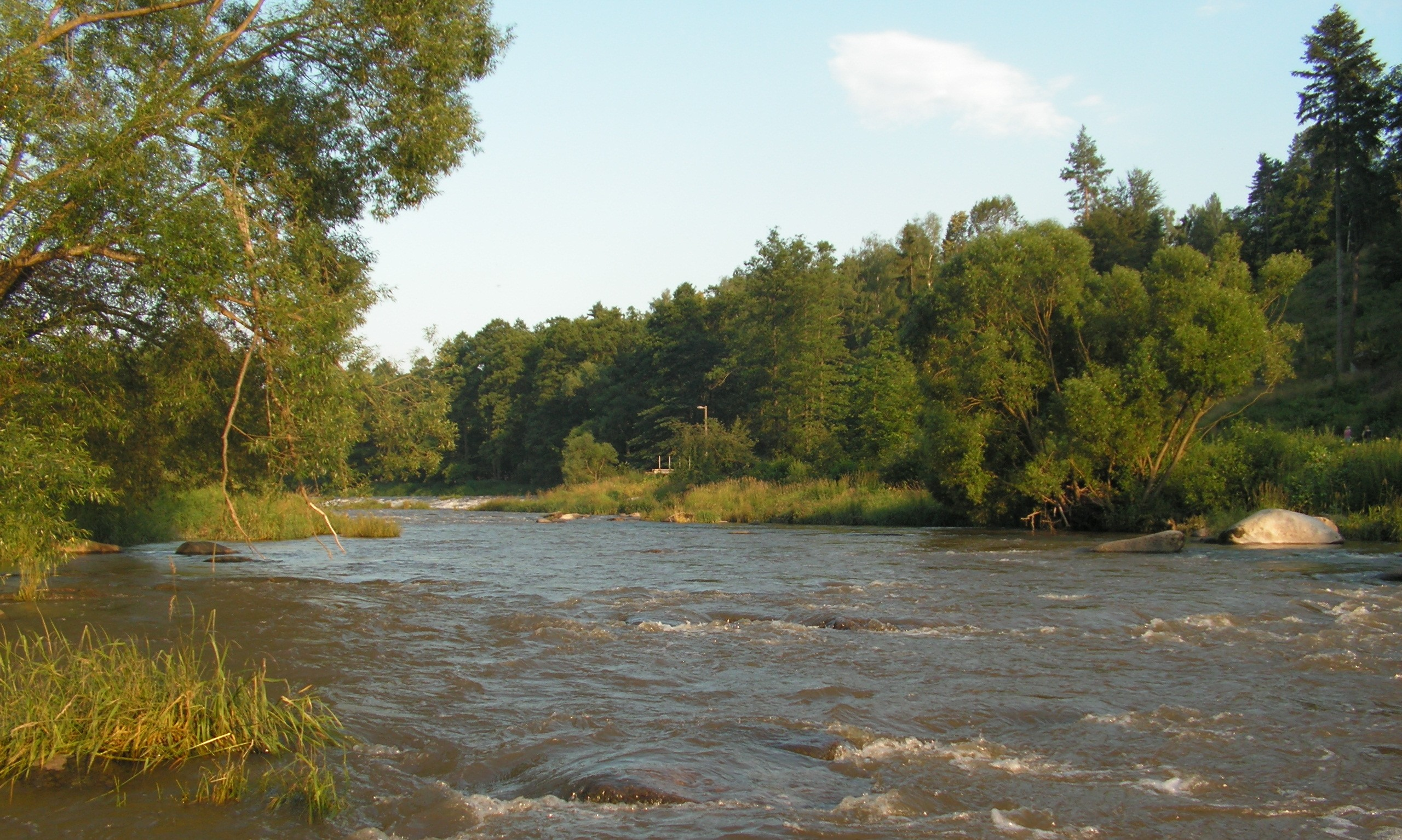
El Sázava cerca de Smrčné
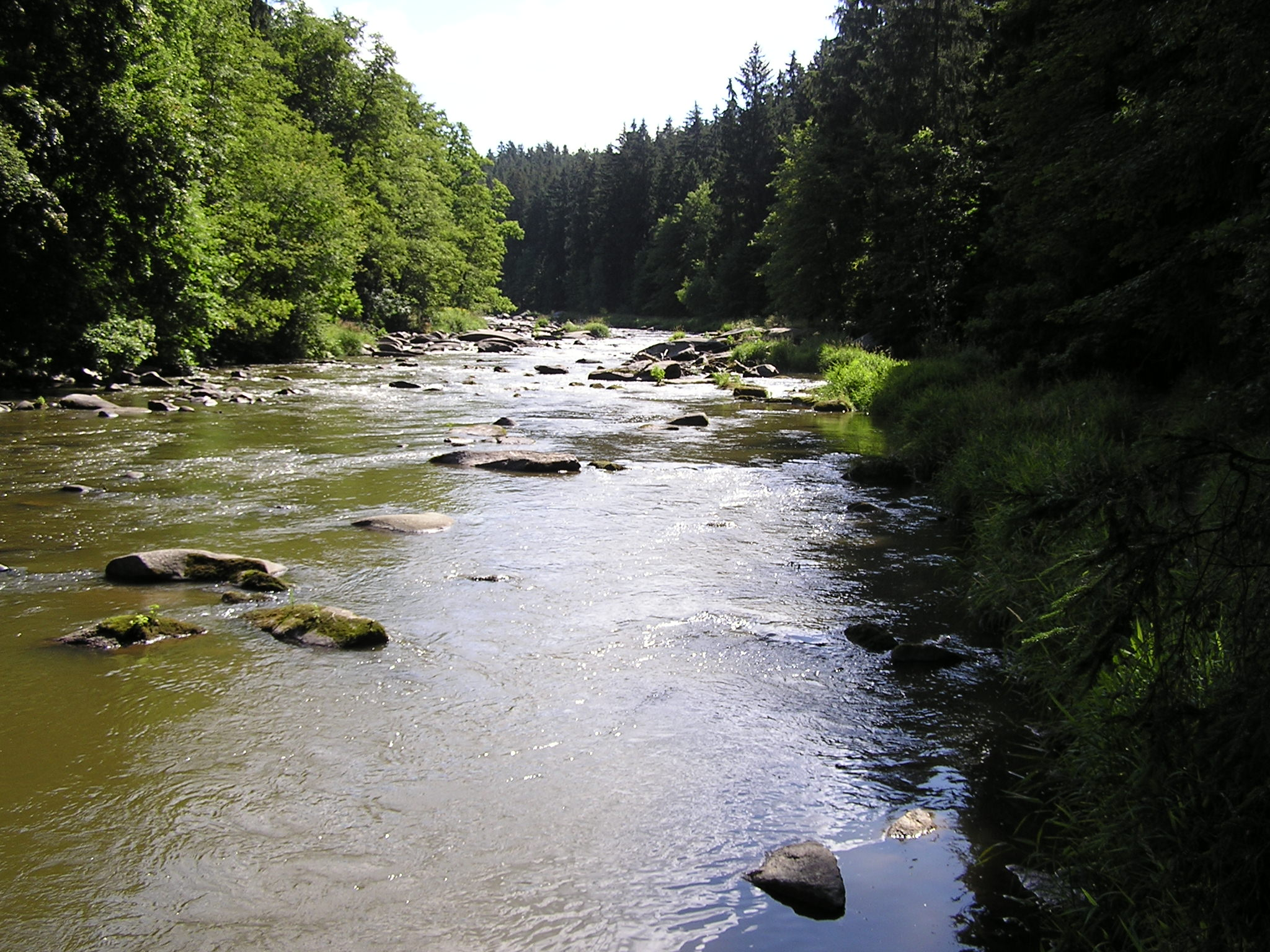
Tramo de aguas bravas de Stvořidla
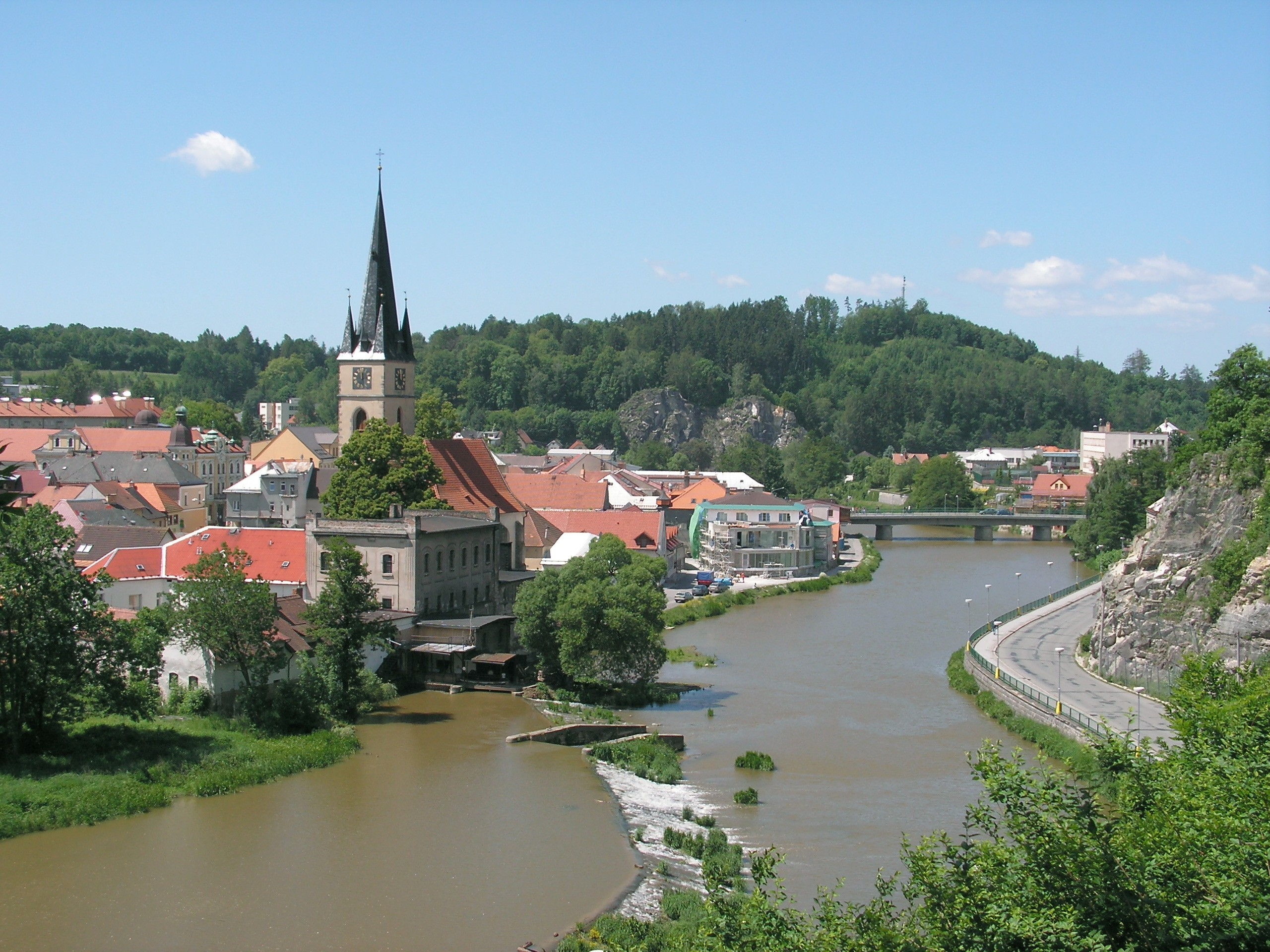
Ledeč nad Sázavou
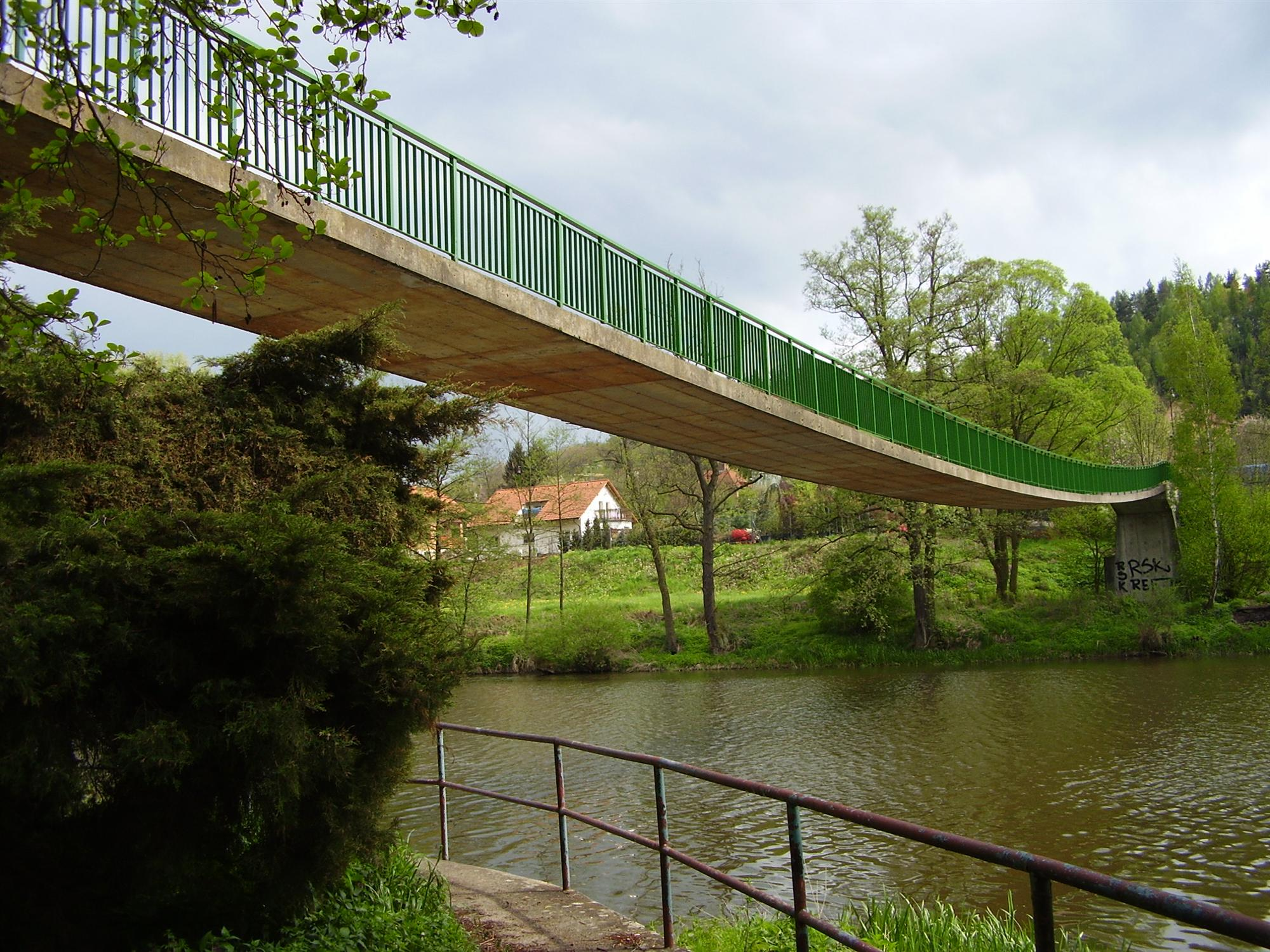
Pasarela sobre el Sázava en Hvězdonicích
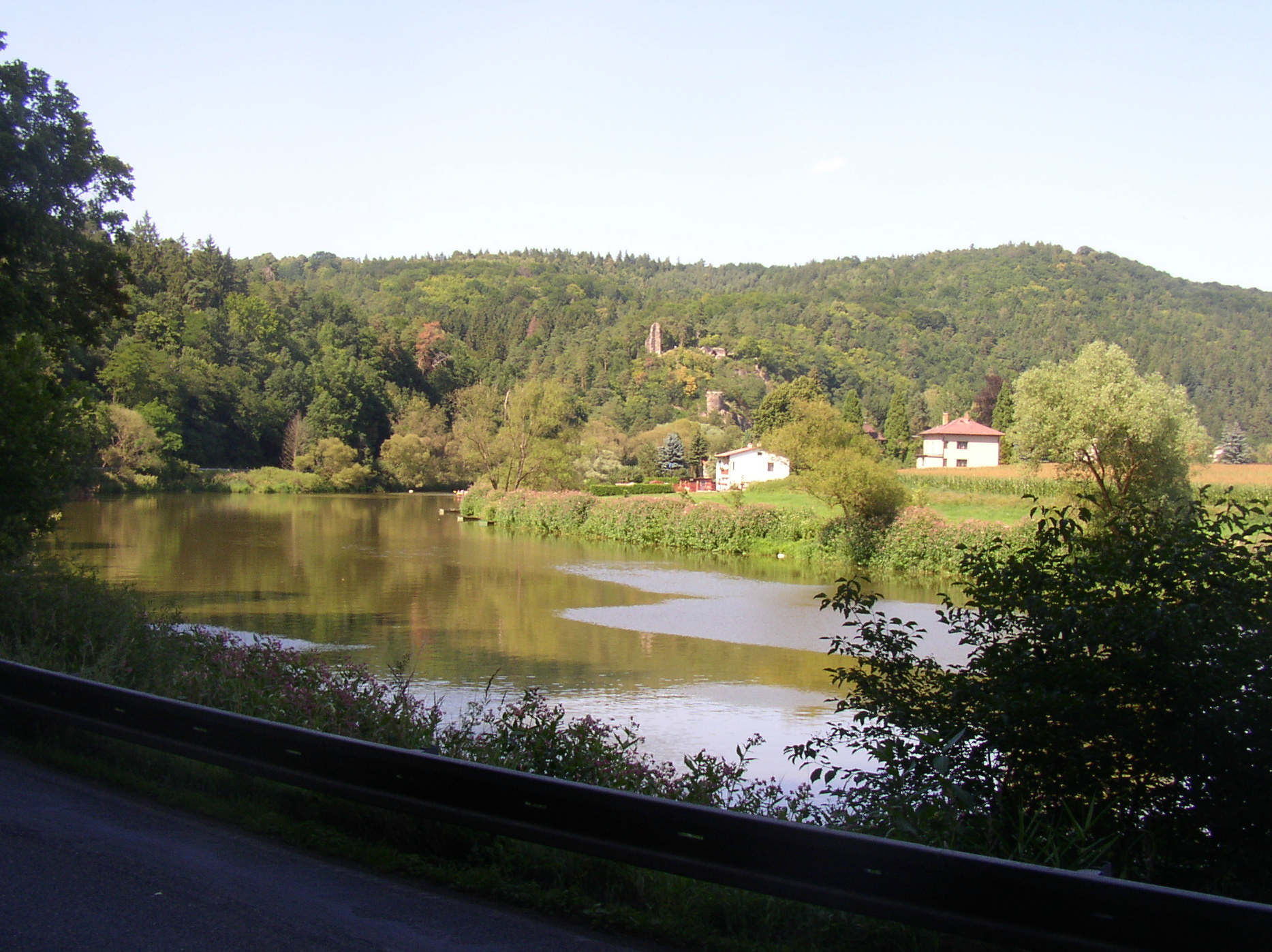
Ruinas del castillo de Zbořený Kostelec sobre el Sázava
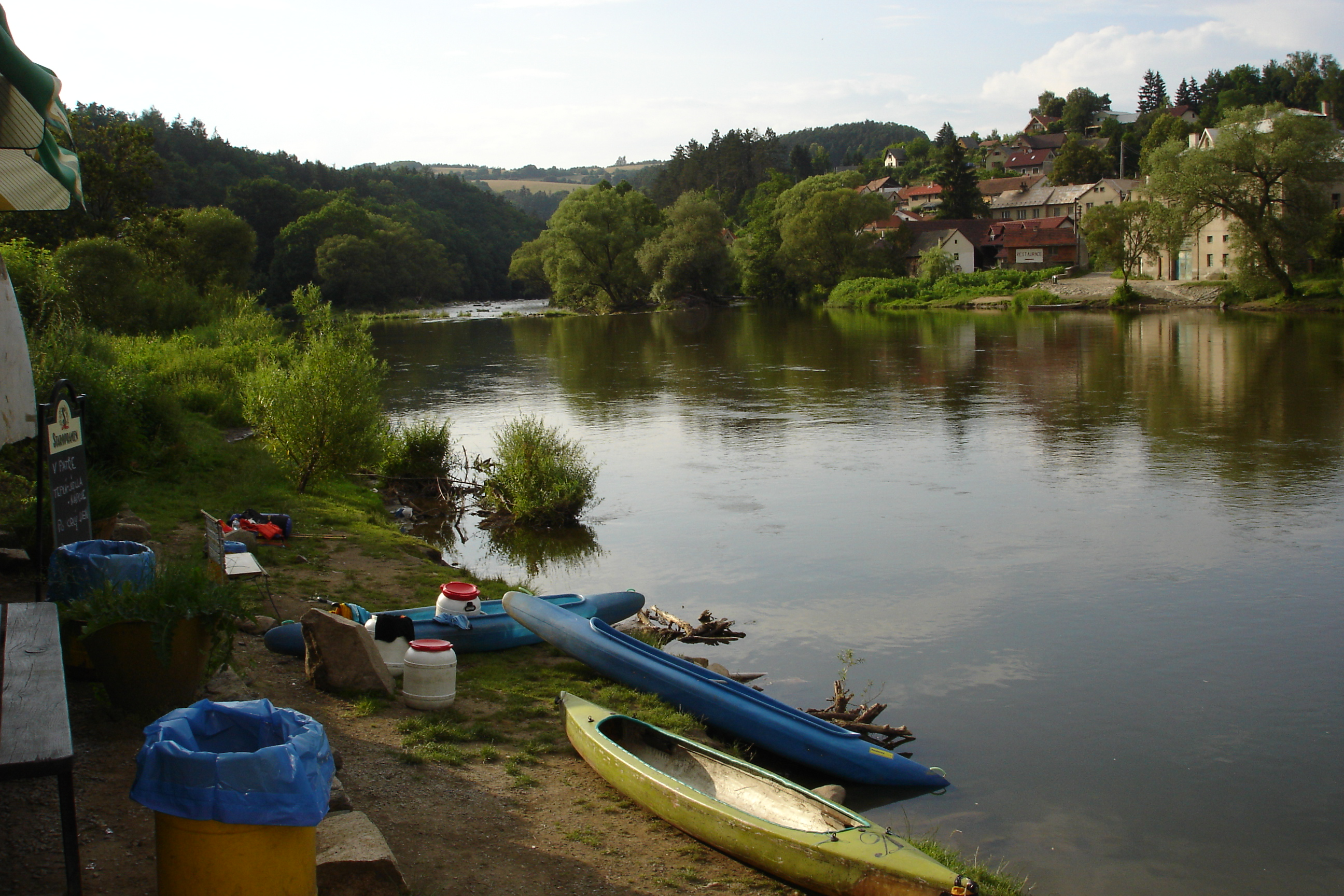
Kamenný Přívoz
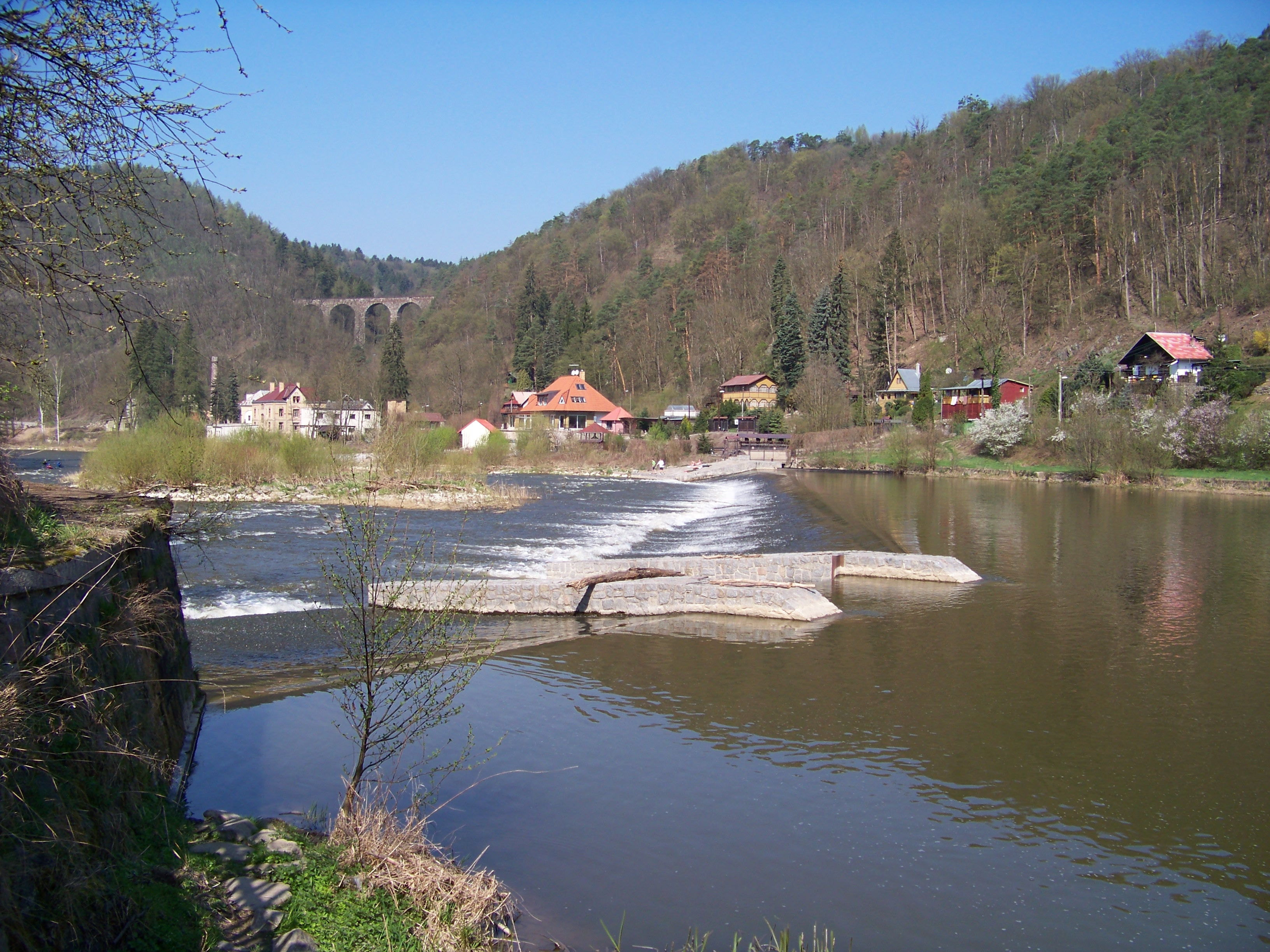
El Sázava en Kamenný Přívoz
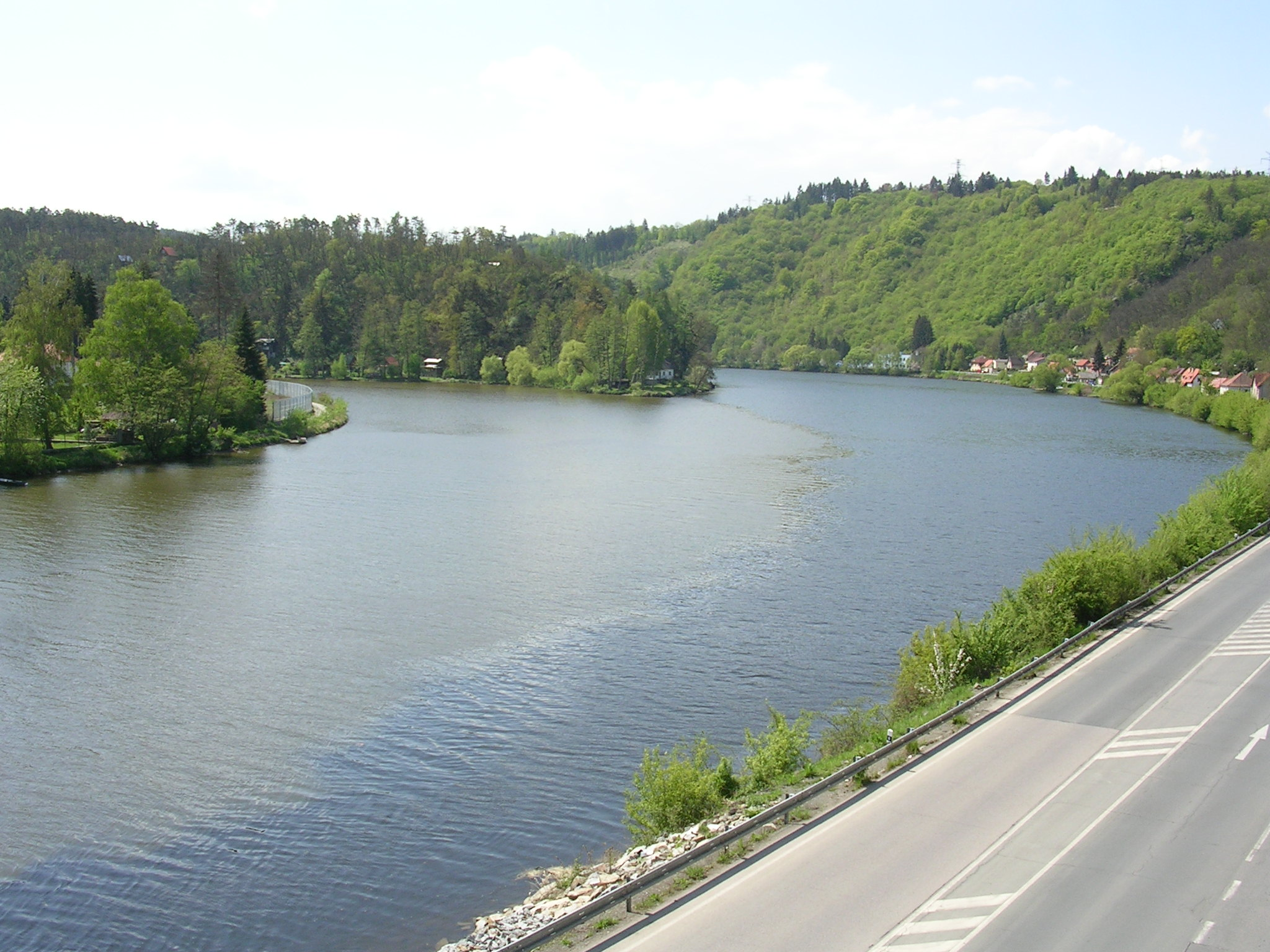
La confluencia del Moldava y el Sázava en Davli